# Episodi di Bachelor Father (serie televisiva 1957) (quarta stagione)
La quarta stagione della serie televisiva Bachelor Father è andata in onda negli Stati Uniti dal 15 settembre 1960 al 6 luglio 1961 sulla NBC.
| nº | Titolo originale             | Prima TV USA      |
| -- | ---------------------------- | ----------------- |
| 1  | Jasper the Second            | 15 settembre 1960 |
| 2  | Kelly Learns to Drive        | 22 settembre 1960 |
| 3  | Trial Separation             | 29 settembre 1960 |
| 4  | Mystery Witness              | 6 ottobre 1960    |
| 5  | A Crush on Bentley           | 13 ottobre 1960   |
| 6  | Peter Gets Jury Notice       | 20 ottobre 1960   |
| 7  | Hilda the Jewel              | 27 ottobre 1960   |
| 8  | It Happens in November       | 3 novembre 1960   |
| 9  | How to Catch a Man           | 10 novembre 1960  |
| 10 | Kelly, the Matchmaker        | 17 novembre 1960  |
| 11 | Bentley Cracks the Whip      | 24 novembre 1960  |
| 12 | Bentley and the Big Board    | 1º dicembre 1960  |
| 13 | Dear Bentley                 | 15 dicembre 1960  |
| 14 | Bentley and the Lost Chord   | 22 dicembre 1960  |
| 15 | Ginger's Big Romance         | 29 dicembre 1960  |
| 16 | Bentley the Angel            | 5 gennaio 1961    |
| 17 | Bentley and the Woodpecker   | 12 gennaio 1961   |
| 18 | Bentley Goes to Europe       | 19 gennaio 1961   |
| 19 | The Greggs in Rome           | 26 gennaio 1961   |
| 20 | The Greggs in London         | 2 febbraio 1961   |
| 21 | The Greggs in Paris          | 16 febbraio 1961  |
| 22 | Encore in Paris              | 23 febbraio 1961  |
| 23 | There's No Place Like Home   | 2 marzo 1961      |
| 24 | Bentley Swims Upstream       | 9 marzo 1961      |
| 25 | A Man Among Men              | 16 marzo 1961     |
| 26 | Peter's China Doll           | 23 marzo 1961     |
| 27 | Bentley and the Counterspy   | 30 marzo 1961     |
| 28 | Peter Plays Cupid            | 6 aprile 1961     |
| 29 | Bentley and the Great Debate | 13 aprile 1961    |
| 30 | Bentley and the Nature Girl  | 20 aprile 1961    |
| 31 | Bentley's Mad Friends        | 27 aprile 1961    |
| 32 | Hilda Rides Again            | 4 maggio 1961     |
| 33 | Kelly's Charge Account       | 11 maggio 1961    |
| 34 | Bentley Builds a Pool        | 18 maggio 1961    |
| 35 | Bentley Slays a Dragon       | 25 maggio 1961    |
| 36 | A Favor for Bentley          | 1º giugno 1961    |
| 37 | Kelly Gets a Job             | 8 giugno 1961     |
| 38 | Kelly's Tangled Web          | 15 giugno 1961    |
| 39 | Bentley's Barbecue           | 22 giugno 1961    |
| 40 | Drop That Calorie            | 6 luglio 1961     |

## Jasper the Second
- Prima televisiva: 15 settembre 1960

### Trama
- Guest star: Dennis Holmes (Cecil Curtis), Stanley Adams (Sam Humber), Gail Bonney (Woman seeking dog), David McMahon (poliziotto), Red (Jasper the Second)

## Kelly Learns to Drive
- Prima televisiva: 22 settembre 1960

### Trama
- Guest star: Elaine Devry (Miss Mortenson), Sue Ane Langdon (Kitty Marsh)

## Trial Separation
- Prima televisiva: 29 settembre 1960

### Trama
- Guest star: Ann McCrea (Lila West), Victor Sen Yung ('Cousin' Charlie Fong), H.T. Tsiang (Wing), H.W. Gim (Harry)

## Mystery Witness
- Prima televisiva: 6 ottobre 1960

### Trama
- Guest star: Ann Robinson (Linda McCambridge), Ted de Corsia (Mike Pappas), Jimmy Hawkins (Dennis), Gail Bonney (Mrs. Fosgood), Nick Dennis (Mr. Primo), Norman Leavitt (Pappas' Attorney)

## A Crush on Bentley
- Prima televisiva: 13 ottobre 1960

### Trama
- Guest star: Frank Wilcox (Ben McGavin), Angela Greene (Phyllis McGavin), Linda Evans (Liz McGavin), Frank Killmond (Stewart)

## Peter Gets Jury Notice
- Prima televisiva: 20 ottobre 1960

### Trama
- Guest star: Richard Collier (Mr. Mayberry), Lisa Lu (Linda), Herb Vigran (ufficiale pubblico), Robert Carson (giudice), Vince Williams (avvocato della difesa), Frances Fong (Susie, filmati d'archivio), James Hong (Jimmy, filmati d'archivio), Harold Miller (giurato), Arthur Tovey (giurato)

## Hilda the Jewel
- Prima televisiva: 27 ottobre 1960

### Trama
- Guest star: Kathleen Freeman (Hilda), Byron Morrow (Mr. Anderson), Elaine Young (Susie), Kathy Marlowe (Sherry Johnson)

## It Happens in November
- Prima televisiva: 3 novembre 1960

### Trama
- Guest star: Elvia Allman (Mrs. Holworthy), Kathleen Hughes (Pat Larchmont), Pat McCaffrie (Chuck Forrest), Jeanne Bates (Anna Smith), Maudie Prickett (Mrs. Crawford), Jay Jostyn, Sue Ane Langdon (Kitty Marsh), Harold Miller (Voter), Red (Jasper the Second)

## How to Catch a Man
- Prima televisiva: 10 novembre 1960

### Trama
- Guest star: Greta Thyssen (Paula Tabore), Jimmy Hawkins (Dennis), Carl Crow (Tony Demling), Milton Frome (Phil Demling), Cheryl Holdridge (Lila Meredith)

## Kelly, the Matchmaker
- Prima televisiva: 17 novembre 1960

### Trama
- Guest star: Joan O'Brien (Janice McCleery), Mike Mazurki (George 'Mac'), Sue Ane Langdon (Kitty Marsh)

## Bentley Cracks the Whip
- Prima televisiva: 24 novembre 1960

### Trama
- Guest star: Jackie Russell (Sheila Martin), Beal Wong (nonno Ling), Peter Leeds (Maitre d' of Stephanos), Sid Melton (Harry)

## Bentley and the Big Board
- Prima televisiva: 1º dicembre 1960

### Trama
- Guest star: Neil Hamilton (Ronald J. Sutton), Mary Tyler Moore (Joanne Sutton), Cheryl Holdridge (Lila), Thomas Browne Henry (Stock Trader), William E. Green (Elderly Stock Trader), George Milan (Mr. Forbes), Jeane Wood (Stock Holder)

## Dear Bentley
- Prima televisiva: 15 dicembre 1960

### Trama
- Guest star: Joan O'Brien (Janice McCleery), Del Moore (Cal Mitchell), Vito Scotti (Chef), Francis De Sales (Ollie), Barbara Heller (Judy Morrison)

## Bentley and the Lost Chord
- Prima televisiva: 22 dicembre 1960

### Trama
- Guest star: Paul Dubov (Don Wheeler), Jewell Lain (Carol), Sue Ane Langdon (Kitty Marsh), Alvy Moore (Martin Burns)

## Ginger's Big Romance
- Prima televisiva: 29 dicembre 1960

### Trama
- Guest star: Billy Gray (David Ross), Del Moore (Cal Mitchell), Pat McCaffrie (Chuck Forrest), Paul Sullivan (Jeff), Arlene Howell (Gloria)

## Bentley the Angel
- Prima televisiva: 5 gennaio 1961

### Trama
- Guest star:

## Bentley and the Woodpecker
- Prima televisiva: 12 gennaio 1961

### Trama
- Guest star: Del Moore (Cal Mitchell), Jeanne Bal (Maureen Logan), Jess Kirkpatrick (capo della polizia), Red (Jasper the Second)

## Bentley Goes to Europe
- Prima televisiva: 19 gennaio 1961

### Trama
- Guest star: Sue Ane Langdon (Kitty Marsh), Beal Wong (nonno Ling), Howard Wendell (Arthur Daniels), Pitt Herbert (Mr. Tucker), Peter Leeds (Count Savarini), Red (Jasper the Second)

## The Greggs in Rome
- Prima televisiva: 26 gennaio 1961

### Trama
- Guest star: Christine White (Sharon Travis), Ben Astar (Bartolo Frascati), Nick Dennis (Roco Pasquali), David De Silva (Dino Frascati), Allen Jung (Li Sing), Peter Leeds (Enrico Savarini)

## The Greggs in London
- Prima televisiva: 2 febbraio 1961

### Trama
- Guest star: Pamela Light (Evalyn Fromondelay), Laurie Main (Beechim), Gilchrist Stuart (Antique Shop Owner), Isobel Elsom (Lady Augusta Fromondelay)

## The Greggs in Paris
- Prima televisiva: 16 febbraio 1961

### Trama
- Guest star: Danielle Aubry (Ginny), Linda Ho (Miss Lee), Fritz Feld (Museum Guard), Chris Seitz (Jim Phillips), Dick Wilson (Museum Guard)

## Encore in Paris
- Prima televisiva: 23 febbraio 1961

### Trama
- Guest star: Alan Hewitt (Yosef), Marc Cavell (Makhmud), Danielle De Metz (Babette), June Kim (addetto all'ascensore), Carol Andreson

## There's No Place Like Home
- Prima televisiva: 2 marzo 1961

### Trama
- Guest star: Harry von Zell (Frank Curtis), Mari Aldon (Julie Sanders), Cathleen Cordell (Mildred Curtis), Sid Melton (Harry), Jeanne Bates (Connie)

## Bentley Swims Upstream
- Prima televisiva: 9 marzo 1961

### Trama
- Guest star: Patricia Barry (Lisa Trent), Lester Matthews (Mr. Harcourt)

## A Man Among Men
- Prima televisiva: 16 marzo 1961

### Trama
- Guest star: Joby Baker (Biff Merideth)

## Peter's China Doll
- Prima televisiva: 23 marzo 1961

### Trama
- Guest star: Ginny Tiu (Lily Toi), Lucy Prentis (Miss Morgan), Elaine Young (Mrs. Lee), Red (Jasper the Second)

## Bentley and the Counterspy
- Prima televisiva: 30 marzo 1961

### Trama
- Guest star:

## Peter Plays Cupid
- Prima televisiva: 6 aprile 1961

### Trama
- Guest star: Jeanne Bal (Suzanne Collins), Vito Scotti (José)

## Bentley and the Great Debate
- Prima televisiva: 13 aprile 1961

### Trama
- Guest star: Ryan O'Neal (Marty Braden), Claude Johnson (Raymond Staley), Richard Crane (Coach Harper), Raymond Bailey (Phil Braden), Scott Wells (Bud)

## Bentley and the Nature Girl
- Prima televisiva: 20 aprile 1961

### Trama
- Guest star: Andra Martin (Angela Murdock), Del Moore (Cal Mitchell), Pat McCaffrie (Chuck Forrest), Elvia Allman (Mrs. Carmella Hogworthy), Russell Collins (professore Murdock)

## Bentley's Mad Friends
- Prima televisiva: 27 aprile 1961

### Trama
- Guest star: Joe Flynn (Walt Tatum), Betty Lou Gerson (Eve Tatum), Pat McCaffrie (Chuck Forrest), Sid Melton (Harry), Red (Jasper the Second)

## Hilda Rides Again
- Prima televisiva: 4 maggio 1961

### Trama
- Guest star: Kathleen Freeman (Hilda), Fredd Wayne (Bart Anderson), Gene Roth (Gustav)

## Kelly's Charge Account
- Prima televisiva: 11 maggio 1961

### Trama
- Guest star: Del Moore (Cal Mitchell), Evelyn Scott (Adelaide Mitchell), Francis De Sales (Barney), Harold J. Kennedy (Phil), Cheryl Holdridge (Lila), Charlotte Stewart (Maybelle)

## Bentley Builds a Pool
- Prima televisiva: 18 maggio 1961

### Trama
- Guest star: Del Moore (Cal Mitchell), Claude Stroud (Amos Houdy), Evelyn Scott (Adelaide Mitchell), John Strong (Noel Bundy), Dana Dillaway (Diane), Mai Gray (Diane's Big Sister)

## Bentley Slays a Dragon
- Prima televisiva: 25 maggio 1961

### Trama
- Guest star: Victor Sen Yung (Cousin Charlie), George Petrie (A.J. Graham), Allen Jung (Sam Wang), Beal Wong (nonno Ling), Tommy Farrell (Toaster Salesman), H.W. Gim (Cousin Gregory)

## A Favor for Bentley
- Prima televisiva: 1º giugno 1961

### Trama
- Guest star: Adele Mara (Gloria Thatcher), Michael Forest (Brad Douglas), Charles Watts (giudice Blandon), Robert Hyatt (Blandon's Nephew Jonathan), Doris Fesette (Emily Douglas)

## Kelly Gets a Job
- Prima televisiva: 8 giugno 1961

### Trama
- Guest star: Elaine Edwards (Daphne Carroll), Mai Gray (Beeber's Receptionist), Vito Scotti (Gabriel), Jodi McDowell (Lucy), Lawrence Dobkin (Barney Beeber)

## Kelly's Tangled Web
- Prima televisiva: 15 giugno 1961

### Trama
- Guest star: Kathleen Hughes (Elaine Rogers), Pat McCaffrie (Chuck Forrest)

## Bentley's Barbecue
- Prima televisiva: 22 giugno 1961

### Trama
- Guest star: Del Moore (Cal Mitchell), Olan Soule (Mr. Bostwick), Red (Jasper the Second)

## Drop That Calorie
- Prima televisiva: 6 luglio 1961

### Trama
- Guest star: Lori Nelson (Spring Loring), Mary Treen (Spa Receptionist), Patty Hobbs (Spa Customer), Michael Masters (Eric)